# Distrito de Pajęczno
Pajęczno (polaco: powiat pajęczański) es un distrito (powiat) del voivodato de Łódź (Polonia). Fue constituido el 1 de enero de 1999 como resultado de la reforma del gobierno local de Polonia aprobada el año anterior. Limita con otros cinco distritos: al norte con Bełchatów, al este con Radomsko, al sur con Częstochowa y Kłobuck y al oeste con Wieluń; y está dividido en ocho municipios (gmina): dos urbano-rurales (Działoszyn y Pajęczno) y seis rurales (Kiełczygłów, Nowa Brzeźnica, Rząśnia, Siemkowice, Strzelce Wielkie y Sulmierzyce). En 2011, según la Oficina Central de Estadística polaca, el distrito tenía una superficie de 803,77 km² y una población de 52 531 habitantes.